# Biến áp tự ngẫu
Máy biến áp tự ngẫu (đôi khi được gọi là máy biến áp tự động giảm áp) là một máy biến áp điện chỉ có một cuộn dây. Tiền tố "tự động (auto)" (là tiếng Hy Lạp của từ "self") đề cập đến một cuộn dây duy nhất hoạt động một mình và không có bất kỳ loại cơ cấu tự động nào. Trong biến áp tự ngẫu, các phần của cùng một cuộn dây hoạt động như hai phía sơ cấp và thứ cấp của máy biến áp. Ngược lại, một máy biến áp thông thường có các cuộn dây sơ cấp và thứ cấp riêng biệt mà không được nối điện.
Các cuộn dây có ít nhất ba đầu dây nơi kết nối điện. Vì một phần của cuộn dây thực hiện  "nhiệm vụ kép", các biến áp tự ngẫu có ưu điểm thường nhỏ hơn, nhẹ hơn và rẻ hơn so với các máy biến áp cuộn kép điển hình, nhưng cũng có nhược điểm của việc không cách ly điện giữa mạch chính và mạch thứ cấp. Các ưu điểm khác của biến áp tự ngẫu gồm có phản ứng rò điện thấp hơn, tổn thất thấp hơn, dòng kích thích thấp hơn, và tăng định mức VA cho một kích thước và khối lượng nhất định.
Biến áp tự ngẫu thường được sử dụng để tăng áp hoặc giảm áp trong dải điện áp 110-115-120 V và điện áp trong dải 220-230-240 V - ví dụ, cung cấp 110 V hoặc 120 V (với vòi) từ đầu vào 230 V, cho phép thiết bị được thiết kế cho 100 hoặc 120 V được sử dụng với nguồn cung cấp 230 V. Điều này cho phép các thiết bị điện của Hoa Kỳ được cấp từ các điện áp cao hơn được sử dụng ở châu Âu và các nơi khác. Các bộ chuyển đổi tự động cũng có thể được sử dụng để cung cấp 230 V thiết bị từ nguồn cung cấp 100 đến 120 V ở Mỹ. Trong mọi trường hợp, nguồn cung cấp và biến áp tự ngẫu phải được định mức đúng để cung cấp công suất yêu cầu.

## Hoạt động

Single-phase tapped autotransformer with output voltage range of 40%–115% of input

Biến áp tự ngẫu có một cuộn dây đơn với hai đầu cuối, và một hoặc nhiều thiết bị đầu ra  terminal tại các điểm chạm trung gian, hoặc nó là một máy biến áp trong đó cuộn dây sơ cấp và thứ cấp có một phần hoặc tất cả các vòng của chúng. Điện áp sơ cấp được áp dụng trên hai đầu terminal và điện áp thứ cấp lấy từ hai đầu terminal, hầu như luôn có một đầu nối chung với điện áp chính. Các mạch sơ cấp và mạch thứ cấp do đó có một số vòng cuộn dây chung. Vì vôn/vòng là như nhau trong cả hai cuộn dây, mỗi lần tăng một điện áp tỷ lệ với số vòng của nó. Trong phần của biến áp tự ngẫu của dòng điện chạy trực tiếp từ đầu vào đến đầu ra, và chỉ một phần được truyền cảm ứng điện từ, cho phép sử dụng lõi nhỏ hơn, nhẹ hơn, rẻ hơn cũng như chỉ cần một cuộn dây đơn. Tuy nhiên, tỷ lệ điện áp và dòng điện của biến áp tự ngẫu có thể được thiết kế giống như các máy biến áp hai cuộn dây khác:
{\displaystyle {\frac {V_{1}}{V_{2}}}={\frac {N_{1}}{N_{2}}}=a}
(0<V2<V1)
Các ampere-vòng được cung cấp bởi nửa trên:
{\displaystyle F_{U}=(N_{1}-N_{2})I_{1}=(1-{\frac {1}{a}})N_{1}I_{1}}
Các ampere-vòng được cung cấp bởi nửa dưới:
{\displaystyle F_{L}=N_{2}(I_{2}-I_{1})={\frac {N_{1}}{a}}(I_{2}-I_{1})}
Cân bằng ampe-vòng, FU=FL:
{\displaystyle (1-{\frac {1}{a}})N_{1}I_{1}={\frac {N_{1}}{a}}(I_{2}-I_{1})}
Do đó:
{\displaystyle {\frac {I_{1}}{I_{2}}}={\frac {1}{a}}}
Một đầu của cuộn dây thường được kết nối chung với cả nguồn áp và tải điện. Đầu kia của nguồn và tải được kết nối với các nhánh dọc theo cuộn dây. Các nhánh khác nhau trên cuộn dây tương ứng với các điện áp khác nhau, được đo từ đầu chung. Trong biến áp hạ áp, nguồn thường được kết nối trên toàn bộ cuộn dây trong khi tải được kết nối bằng một nhánh chỉ qua một phần của cuộn dây. Trong một biến áp tăng áp, ngược lại, tải được gắn trên toàn bộ cuộn dây trong khi nguồn được kết nối với một nhánh trên một phần của cuộn dây.
Như trong một máy biến áp hai cuộn dây, tỷ số giữa điện áp thứ cấp và điện áp sơ cấp bằng tỷ lệ số vòng quay của cuộn dây mà chúng kết nối. Ví dụ, kết nối tải giữa điểm giữa và điểm dưới của biến áp tự ngẫu sẽ giảm điện áp xuống 50%. Tùy thuộc vào ứng dụng, phần cuộn dây được sử dụng duy nhất trong phần điện áp cao hơn (dòng thấp hơn) có thể được quấn bằng dây với cỡ nhỏ hơn, mặc dù toàn bộ cuộn dây được kết nối trực tiếp.
Nếu một trong các nhánh trung tâm được nối đất, thì biến áp tự ngẫu có thể được sử dụng làm bộ cân bằng để chuyển đổi một dòng cân bằng (được kết nối với hai điểm đầu cuối) thành dòng không cân bằng (mặt nối với đất).

## Giới hạn
Một bộ chuyển đổi tự động không cung cấp sự cách ly điện giữa các cuộn dây của nó như một máy biến áp thông thường; nếu phía trung tính của đầu vào không ở điện áp mặt đất, phía trung tính của đầu ra cũng vậy. Một sự thất bại của sự cô lập của các cuộn dây của biến áp tự ngẫu có thể dẫn đến điện áp đầu vào đầy đủ được áp dụng cho đầu ra. Ngoài ra, sự ngắt quãng của cuộn dây được sử dụng cho cả sơ cấp và thứ cấp sẽ dẫn đến biến áp hoạt động như một cuộn cảm nối tiếp với tải (trong điều kiện tải nhẹ có thể dẫn đến điện áp đầu vào gần bằng đầu ra). Đây là những cân nhắc an toàn quan trọng khi quyết định sử dụng biến áp tự ngẫu trong một ứng dụng cụ thể.
Bởi vì nó đòi hỏi cuộn dây ít hơn và lõi nhỏ hơn, một biến áp tự ngẫu cho các ứng dụng năng lượng thường nhẹ hơn và ít tốn kém hơn so với một biến áp hai cuộn dây, lên đến tỷ lệ điện áp khoảng 3: 1; ngoài phạm vi đó, máy biến áp hai vòng thường tiết kiệm hơn.
Trong các ứng dụng truyền tải điện ba pha, các biến áp tự ngẫu có các giới hạn không khử được dòng điện điều hòa và hoạt động như một nguồn dòng sự cố chạm đất khác. Một biến áp tự ngẫu ba pha lớn có thể có một cuộn dây tam giác "chìm", không được nối với bên ngoài của bể, để hấp thụ một số dòng điều hòa.
Trong thực tế, tổn thất có nghĩa là cả hai máy biến áp tiêu chuẩn và máy biến áp tự động không thể đảo ngược hoàn toàn; một thiết kế cho hạ thế sẽ cung cấp điện áp ít hơn một chút so với yêu cầu nếu nó được sử dụng để tăng áp. Sự khác biệt thường đủ nhẹ để cho phép đảo chiều khi mức điện áp thực tế chưa đến giới hạn.
Giống như máy biến áp nhiều cuộn dây, biến áp tự ngẫu sử dụng các từ trường biến thiên theo thời gian để truyền tải điện. Chúng yêu cầu dòng điện xoay chiều hoạt động thích hợp và sẽ không hoạt động trên dòng điện một chiều.

## Ứng dụng

### Truyền tải và phân phối điện
Biến áp tự ngẫu thường được sử dụng trong các ứng dụng nguồn để kết nối các hệ thống hoạt động ở các lớp điện áp khác nhau, ví dụ để truyền tải 132 kV đến 66 kV. Một ứng dụng khác trong ngành công nghiệp là để thích nghi với máy móc được xây dựng (ví dụ) cho nguồn 480 V để hoạt động trên một nguồn cung cấp 600 V. Chúng cũng thường được sử dụng để cung cấp chuyển đổi giữa hai dải điện áp chính trong nước phổ biến trên thế giới (100 V-130 V và 200 V-250 V). Các liên kết giữa các mạng lưới 'Super Grid' 400 kV và 275 kV của Anh thường là biến áp tự ngẫu ba pha với các nhánh có đầu trung tính chung.
Trên các đường dây phân phối điện nông thôn dài, các biến áp tự ngẫu đặc biệt với các thiết bị thay đổi đầu tự động được lắp vào như ổn áp, sao cho khách hàng ở đầu xa của dòng nhận được cùng một điện áp trung bình gần như bằng với nguồn. Tỷ số biến đổi được của biến áp tự ngẫu bù cho sự sụt áp dọc đường.
Một dạng đặc biệt của biến áp tự ngẫu được gọi là zig zag được sử dụng để nối đất cho các hệ thống ba pha mà không có kết nối với mặt đất. Một biến áp zig-zag cung cấp một đường dẫn cho hiện tại phổ biến cho cả ba giai đoạn (được gọi là dòng điện thứ tự không).

### Hệ thống âm thanh
Trong các ứng dụng âm thanh, biến áp tự ngẫu được sử dụng để thích ứng với loa với hệ thống phân phối âm thanh điện áp không đổi, và cho thích ứng trở kháng như giữa micrô trở kháng thấp và đầu vào bộ khuếch đại trở kháng cao.

### Đường sắt
Trong các ứng dụng đường sắt, nó thường dùng để cung cấp điện cho các đoàn tàu ở mức 25 kVAC. Để tăng khoảng cách giữa các điểm trung chuyển lưới điện, chúng có thể được sắp xếp để cung cấp nguồn cấp 25-0-25 kV chia pha với dây thứ ba (pha ngược lại) ngoài tầm với khung lấy điện trên đầu tàu điện. Điểm 0 V của nguồn cung cấp được kết nối với đường ray trong khi một điểm 25 kV được kết nối với dây tiếp xúc trên cao. Ở khoảng cách khoảng 10 km, một biến áp tự ngẫu liên kết bằng cách nối dây tiếp xúc với đường sắt và đến nguồn cấp thứ 2 (ngược pha). Hệ thống này làm tăng khoảng cách truyền dẫn có thể sử dụng, giảm nhiễu gây ra cho thiết bị bên ngoài và giảm chi phí. Một biến thể đôi khi được nhìn thấy nơi nguồn cấp là ở điện áp khác với dây tiếp xúc với tỉ số biến áp tự ngẫu được thay đổi thích hợp.

### Khởi động động cơ bằng biến áp tự ngẫu
Autotransformers có thể được sử dụng như một phương pháp khởi động mềm cho động cơ cảm ứng điện từ. Một trong những thiết kế nổi tiếng của bộ khởi động như vậy là bộ khởi động Korndörfer.

## Biến áp tự ngẫu

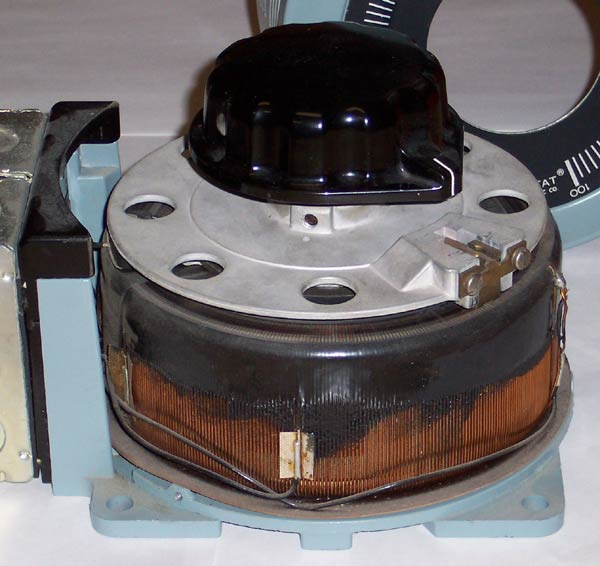
Một biến áp tự ngẫu có điều chỉnh, với một kết nối thứ cấp chổi quét trượt và một lõi hình xuyến. Vỏ đã được gỡ bỏ để hiển thị cuộn đồng và chổi quét.

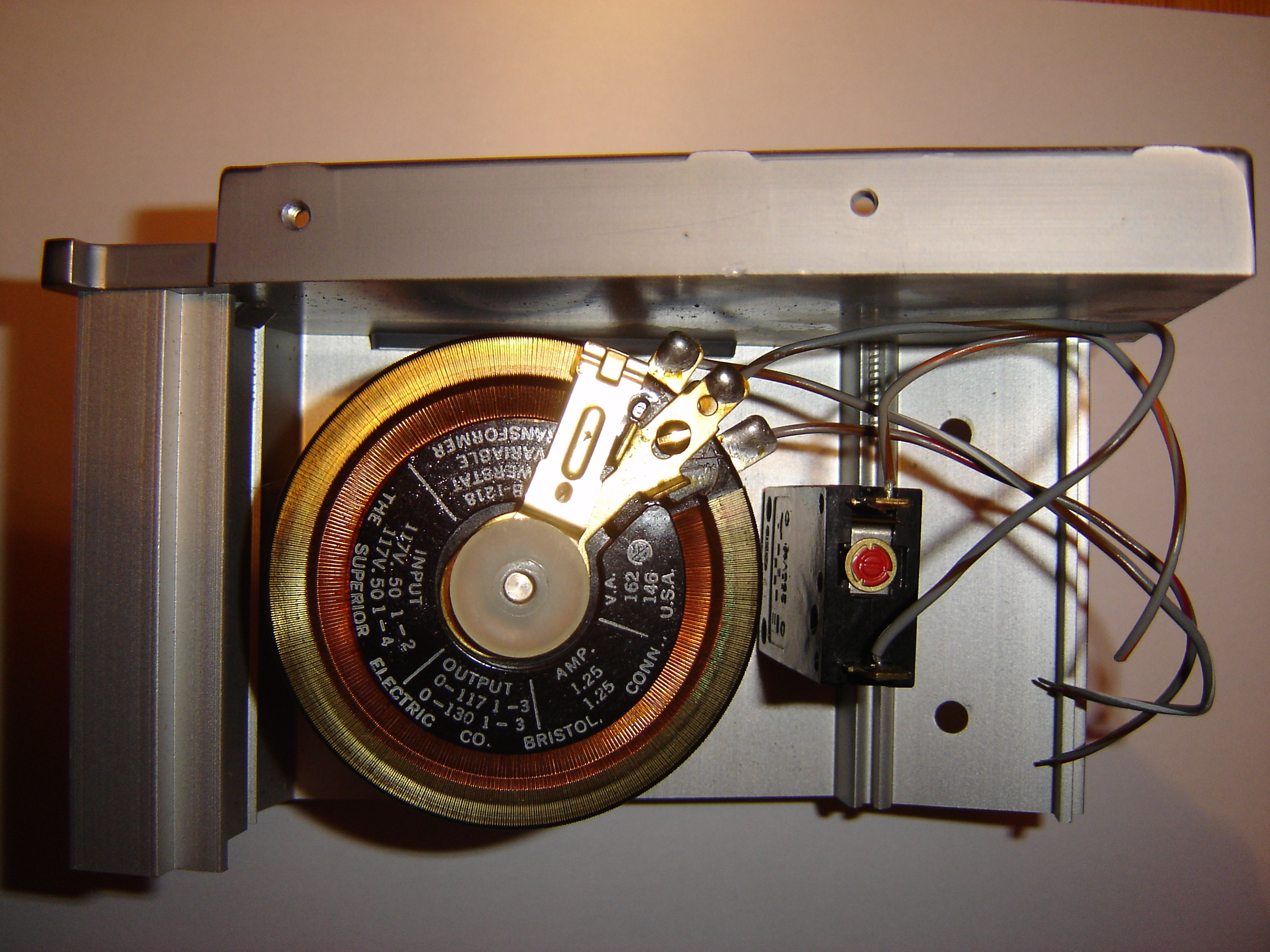
Biến áp có điều chỉnh - một phần của Tektronix 576 Curve Tracer

Bằng cách phơi bày một phần của cuộn dây quấn và làm cho kết nối thứ cấp thông qua một chổi trượt, một biến liên tục biến tỷ lệ có thể thu được, cho phép kiểm soát rất trơn tru điện áp đầu ra. Điện áp đầu ra không giới hạn ở các điện áp rời rạc được biểu diễn bằng số lần quay thực tế. Điện áp có thể thay đổi thông suốt giữa các lần rẽ vì chổi quét có điện trở tương đối cao (so với tiếp điểm kim loại) và điện áp đầu ra thực tế là chức năng của vùng chổi quét tương đối tiếp xúc với các cuộn dây liền kề. Trở tương đối cao của chổi quét cũng ngăn cản nó hoạt động như một vòng ngắn mạch khi nó tiếp xúc với hai vòng liền kề. Thông thường kết nối sơ cấp chỉ kết nối với một phần của cuộn dây cho phép điện áp đầu ra thay đổi từ 0 đến trên điện áp đầu vào và do đó cho phép thiết bị được sử dụng để thử nghiệm thiết bị điện tại các giới hạn của dải điện áp được chỉ định.
Điện áp đầu ra có thể điều chỉnh thủ công hoặc tự động. Loại thủ công chỉ áp dụng cho điện áp tương đối thấp và được gọi là biến áp AC thay đổi được (thường được gọi bằng tên thương hiệu Variac). Chúng thường được sử dụng trong các cửa hàng sửa chữa để thử nghiệm các thiết bị theo điện áp khác nhau hoặc để mô phỏng điện áp lưới điện bất thường.
Loại có điều chỉnh điện áp tự động có thể được sử dụng như ổn áp tự động, để duy trì điện áp ổn định tại dịch vụ của khách hàng qua một loạt các điều kiện đường dây và tải. Một ứng dụng khác là làm mờ ánh sáng mà không tạo ra EMI (nhiễu điện từ) điển hình như hầu hết các bộ điều chỉnh dùng thyristor.

### Nhãn hiệu Variac
Từ năm 1934 đến năm 2002, Variac là nhãn hiệu của General Radio Hoa Kỳ cho một biến áp tự ngẫu biến đổi nhằm thuận tiện thay đổi điện áp đầu ra cho một điện áp đầu vào AC ổn định. Năm 2004, Instrument Service Equipment đã nhận được nhãn hiệu Variac để áp dụng cho cùng loại sản phẩm.
Từ này đã trở thành từ chung cho các biến áp tự động thay đổi thủ công nói chung.